# Traugott Leberecht Hasse
Traugott Leberecht Hasse (* 8. Februar 1775 in Bockwitz; † 17. Juni 1853 in Dresden) war ein deutscher Bergbeamter und Autor.

## Leben

### Familie
Traugott Leberecht Hasse wurde als Sohn des Bockwitzer Pfarrer Christian Heinrich Hasse (* 5. September 1736 in Syrau; † 2. Dezember 1809 in Bockwitz) sowie dessen Ehefrau Sophie Magdalena (* 3. September 1751 in Ottendorf-Okrilla; † unbekannt) geb. Windisch, geboren. Er hatte noch vier Brüder und vier Schwestern:
- Friedrich Christian August Hasse (* 1773; † 1848), Historiker, Enzyklopädist und Schriftsteller;
- Johann Christoph Hasse (* 1777; † 1840), Apotheker in Chemnitz
- Heinrich Gottlob Hasse (* 1779; † 1832), Ökonomieinspektor (= ein mit der selbständigen Verwaltung eines landwirtschaftlichen Betriebes betrauter Beamter);
- Friedericke Augustina (* 1784; † 1839 in Wolkenburg), war verheiratet mit dem Pastor Friedrich Wilhelm Karl Kranichfeld (1797–1880);
- Ernst Gottlieb Hasse (* 1786; † 1843); Nachfolger des Vaters als Pfarrer in Bockwitz;
- Johanna Elisabeth Hasse (* 1796)
- zwei weitere unbekannte Schwestern

Er heiratete am 7. Mai 1799 in Wilden Johanna Friederike (* 10. Juli 1775 in Uckro; † 26. April 1809 in Rothehütte), geb. Hermann. Sie hatten eine Tochter:
- Henriette Emilie Eleonore (* 1808; † unbekannt), verheiratet mit Otto Friedrich Ferdinand Jacobi, Schichtmeister und königlicher Bergfaktor.

In zweiter Ehe war er seit dem 19. März 1810 mit Marianne Friederike (* 2. Februar 1785 in Dresden; † 16. März 1823 in Schneeberg), eine Tochter des Hof- und Justizrates Karl Friedrich Treitschke, verheiratet. Gemeinsam hatten sie drei Söhne und drei Töchter:
- Hermann Gustav Hasse (* 18. April 1811 in Oberblauenthal; † 16. Juni 1892 in Kühren), Kirchenrat, Pfarrer und Superintendent in Frauenstein;
- 2 unbekannte Söhne;
- 3 unbekannte Töchter.

Sein Enkel war:
- Ernst Hasse

und sein Urenkel:
- Martin Karl Hasse (* 20. März 1883 in Dohna bei Dresden, † 31. Juli 1960 in Köln), ein Komponist und Musikschriftsteller.

Der Neffe seiner zweiten Frau war:
- Heinrich von Treitschke

### Werdegang
Traugott Leberecht Hasse erhielt, nach Vollendung seiner montanwissenschaftlichen Studien, seine praktische Ausbildung im gräflichen Einsiedelschen Hüttenwerk Lauchhammer, anschließend bereiste er Hüttenwerke in Schlesien sowie in der Lausitz.
1794/95 besuchte er die Freiberger Bergakademie.
Von 1795 bis 1800 arbeitete er als Hüttenmeister in Lauchhammer und erhielt bereits bald Sonderaufgaben:
- 1796 Bau eines Druckwerkes an der Zwickauer Mulde;
- 1797 unter Anleitung von Wilhelm August Lampadius Raseneisenerzanalysen.

1801 wurde er Leiter der Elbingeröder Hüttenwerke und entwarf 1803 Pläne zur Erweiterung der „Rothen Hütte“ (an der Bode am Fuße des Brockens), deren Ausführung an den Kriegswirren der folgenden Jahre scheiterte.
1808 übernahm er das staatliche Hüttenwerk Wolfsgrün (an der Zwickauer Mulde nahe Blauenthal) und leitete dieses bis zur Schließung 1815, anschließend wurde er Zehntner und Hammerinspektor in Schneeberg und blieb in diesen Funktionen bis zu seinem Ruhestand 1846.

### Wirken
Er beschäftigte sich vorwiegend mit technischen Fragen wie der möglichen Kohlenersparnis bei der Verhüttung sowie stärkerer Verwendung von Gusseisen an Stelle von Holz. Hierzu konnte er auf die Erfahrungen seiner Arbeiten in Lauchhammer und an der „Rothen Hütte“ zurückgreifen.
1820 beschloss er eine statistisch-technische Geschichte des Eisenhüttenwesens herauszugeben, allerdings unterblieb dieses, weil er aus den Fachkreisen keine Beiträge erhielt.
1836 veröffentlichte er ein statistisches Werk „Die Eisenerzeugung Deutschlands aus dem Gesichtspunkt der Staatswirtschaft betrachtet“ und bezog sich hierbei auf die Wirtschaftslage der seiner Kontrolle unterstehenden sächsischen Betriebe. In diesem Werk forderte er, überzeugt von der Kriegswichtigkeit der Eisenindustrie, die Verstaatlichung der Privatbetriebe und die Einführung hoher Zölle, auch auf die Gefahr hin, dass die Preise steigen könnten.
1848 fanden in der Frankfurter Nationalversammlung Zolltarifberatungen statt. Er wandte sich hierbei gegen einseitige Begünstigung der Verbraucherinteressen durch niedrige Eingangszölle auf Eisen und verlangte zur Belebung der gesamten Eisenwirtschaft erneut Schutzzölle und Ausfuhrprämien. Er warnte bereits frühzeitig vor den Folgen einer freihändlerischen Zollpolitik als Deutschland noch am Beginn der Industrialisierung stand.

### Mitgliedschaften
Er war Ehrenmitglied im Gewerbeverein Annaberg.

## Schriften (Auswahl)
- Grundlinien der Eisenhüttenkunde. Leipzig 1801
- mit Johann Ludwig Jordan (Hrsg.): Magazin für Eisenberg- und Hüttenkunde. Quedlinburg Ernst 1806.
- Über Wasserleitungsröhren von Gusseisen. Dresden 1820.
- Darstellung einer anzulegenden Eisenbahn von der preußischen Saline Dürrenberg und der schiffbaren Saale daselbst bis nach Leipzig auf den Waageplatz vor dem Halleschen Thore. Dresden; Leipzig 1826.
- Die Eisenerzeugung Deutschlands aus dem Gesichtspunkte der Staatswirtschaft betrachtet. Leipzig Rein'sche Buchhandlung 1836.
- Einige Worte über Rentabilität und Conservation der Eisen-, Berg- u. Hüttenwerke im sächsischen Erzgebirge und Voigtlande. Dresden; Leipzig. In Kommission bei Arnold. 1840.
- Traugott Leberecht Hasse; Abraham Gottlob Werner: Denkschrift zur Erinnerung an die Verdienste des 1817 verstorbenen K.S. Bergrath's Werner und an die Fortschritte bei der Bergakademie zu Freiberg : nebst einer übersichtlichen Nebeneinanderstellung der Mineralsysteme Werners und seiner Nachfolger bei dieser Akademie : Auch einige Beiträge in Bezug auf mittelbare Folgen der Wernerschen Wirksamkeit. Dresden; Leipzig, 1848.
- Schutzoll für die Eisenerzeugung Deutschlands und für alle aus deutschem Eisen und Stahl gefertigten Waaren ist aus staats- und volkswirtschaftlichen Gründen dringend nöthig. Leipzig Rein'sche Buchhandlung 1850.

Gemeinsam mit Johann Ludwig Jordan gab er das "Magazin für Eisenberg- und Hüttenkunde" heraus.